# 10 et 20 km de Tours
Les 10 et 20 km de Tours sont une épreuve sportive de course à pied disputée dans les rues de Tours. Cette épreuve a lieu tous les ans, le troisième dimanche de septembre.
Cette épreuve est la plus importante de France après les 20 km de Paris avec près de 10 000 participants.

## Histoire

### 10 et 20 km
Dans les années 1970, l'Armée de terre basée à Tours crée une épreuve de course à pied. Cependant, la manifestation ne connaît pas le succès.
Par la suite, l'athlète Michel Jazy lance un appel pour l'organisation des 20 km Adidas-Perrier dans plusieurs villes de France. Tours fait acte de candidature. Pour bénéficier du soutien de l'athlète et de ses sponsors, les trois clubs d'athlétisme de la ville ont dû fusionner et ont donné naissance à l'A3 Tours.
La première édition a lieu en 1982 et compte 1 000 participants.
En 1984, le départ est donné dans le quartier du Sanitas près du Centre municipal des sports. L'épreuve traverse notamment le Vieux-Tours.
En 1991, la course compte 9 000 participants.
À partir de 1998, un concours de déguisement est organisé parmi les participants à la suite de la présence, trois ans auparavant de coureurs déguisés en Dalton ou en soldats romains.
Édition 2005  :
Plus de 11 000 participants sur l’ensemble des courses, une organisation quasi parfaite et un spectacle de toute beauté.
Rappelons ici que Moses Kibor (59 min 20 s aux 20 km) et Joseph Marigu (28 min 28 s aux 10 km) n’ont pas fait exploser les chronos. Le plus significatif a été celui de Florence Chepkrui : 1 h 08 min 34 s aux 20 km (record de l’épreuve). La Kenyane, protégée de Jean-Paul Fournier, a, qui plus est, fini en 12e position au scratch. Juste derrière Bertrand Rouzier (US Saint-Pierre), le premier régional de ces 20 km.
Édition 2006  : Un Rwandais au palmarès
Avec plus de 11 000 coureurs au départ (un peu moins de la moitié étaient des scolaires), la 25e édition des 20 km de Tours a connu un succès indiscutable.
10 km :
- Hommes :

1. J. Marigu (Kenya) 28 min 24 s ;
2. N. Manza (Kenya) 28 min 25 s ;
3. J. Theuri (France/Légion étrangère) 28 min 27 s ;
4. C. Omuya (Kenya) 28 min 29 s ;
5. D. Kinross (Kenya) 28 min 45 s …

- Femmes :

1. M. Wangari (Kenya) 33 min 01 s ;
2. J. Obare (Kenya) 33 min 15 s ;
3. N. Omwenga (Kenya)…

20 km :
- Hommes :

1. D. Disi (Rwanda) 59 min 21 s ;
2. T. Bouzid (France) 59 min 27 s ;
3. D. Ramard (France, Saint-Junien) 59 min 46 s ;
4. J. Chésiré (Kenya) 1 h 00 min 09 s ;
5. S. Munyutu (France/Légion étrangère) 1 h 00 min 55 s …

- Femmes :

1. M. Pitkany (Kenya) 1 h 08 min 28 s ;
2. M. Komu (Kenya) 1 h 09 min 07 s ;
3. J. Okemra (Kenya) 1 h 11 min 22 s …

Édition 2007  : Grandiose !
Le record de participation a été battu (12 000 participants)
Édition 2008  : Record sur 20 km pour Elias Cheboi (58 min 51 s )
Édition 2009 – 27e  : Records – 13 000 participants - 58 min 30 s pour le Kenyan Julius Chepkwony
Édition 2010 – 28e : Dernière version originelle !
Avant que son parcours change bientôt à cause du tramway...
58 min 21 s sur 20 km pour Geoffrey TERER
L'édition 2012 fête ses 30 ans et réunie 9 200 coureurs. L'épreuve des 10 km se termine au sprint chez les hommes entre les Kényans Paul Melly et Isaac Mukundi. C'est Paul Melly qui remporte l'épreuve et établi un nouveau record à 28 minutes et 38 secondes. Chez les femmes, la victoire revient à Sarah Chepchirchir en 32 minutes et 42 secondes (nouveau record).
L'épreuve des 20 km est remportée par l'éthiopien Kikadu Girma en 1 heure et 10 secondes et Cynthia Jerotich en 1 heure 6 minutes et 47 secondes.
Lors de l'édition 2013, la barre des 10 000 coureurs est franchie.
Lors de l'édition 2014, où le parrain n'est autre que le champion d’Europe et recordman du monde de l'épreuve de 50km marche, Yohann Diniz. Cette édition (marathon compris) comporta plus de 17 000 participants.

### Marathon Touraine Loire Valley
Le 23 avril 2013, le comité d'organisation annonce la création d'un marathon pour l'édition 2014. Le parcours partira de Tours, longera le Cher via Joué-lès-Tours, Ballan-Miré et Savonnières, puis après un crochet au château de Villandry rejoindra les bords de Loire et traversera les communes de Berthenay, Saint-Genouph et La Riche avant d'arriver à Tours.

### Participation
| Année | 10 et 20 km | Marathon |
| ----- | ----------- | -------- |
| 1982  | 1 000       | -        |
| 1991  | 9 000       | -        |
| 2012  | 9 200       | -        |
| 2013  | 13 000      | -        |
| 2014  | 17 200      | 3 323    |

## Déroulement de l'épreuve

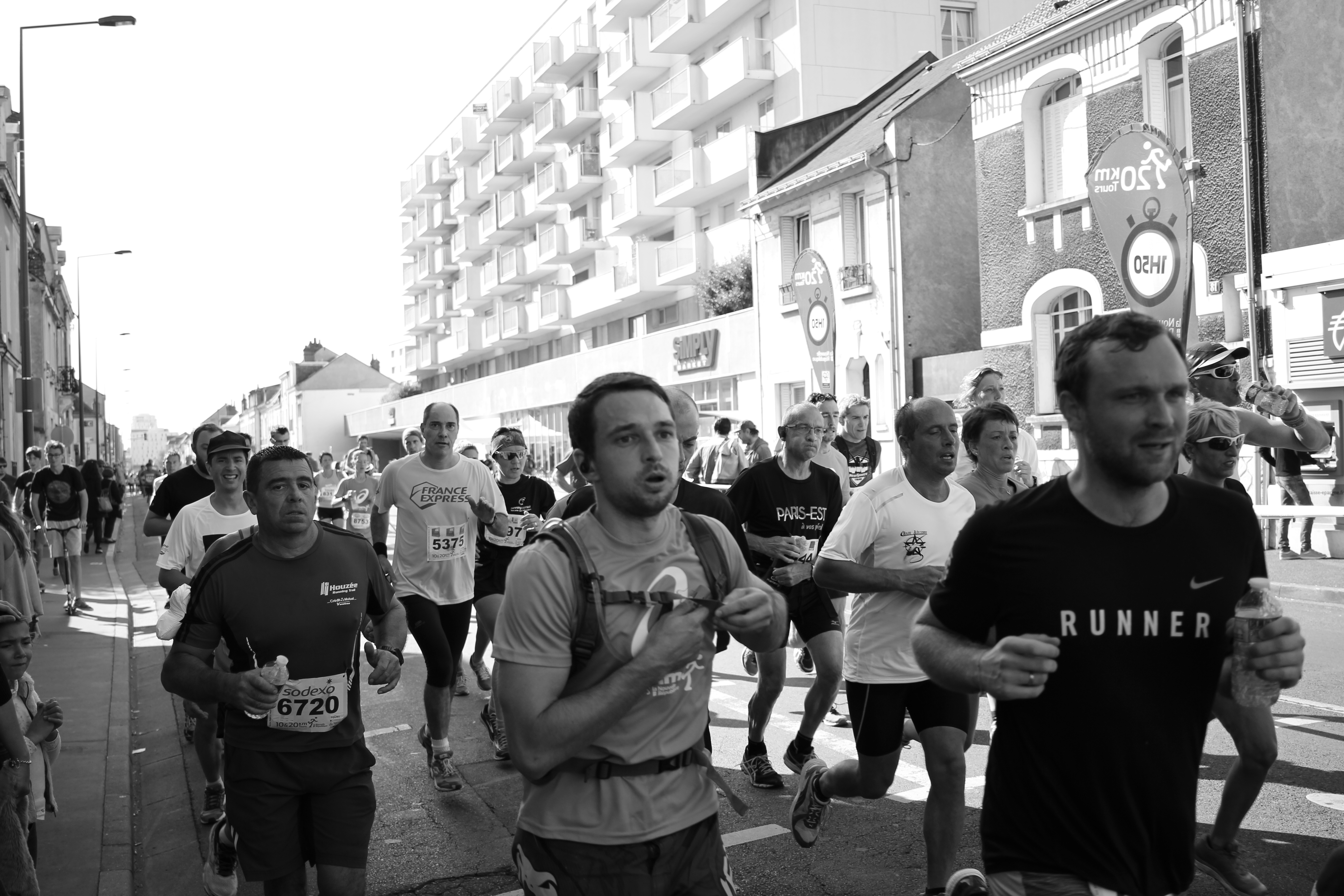
Les 10 et 20 km de Tours, en septembre 2017.

Les épreuves des 10 et 20 km sont ouvertes aux cadets, juniors, espoirs, séniors et vétérans, hommes et femmes ainsi qu'aux handicapés. Le départ est donné place Anatole-France (pour les 10 et 20 km) ou rue du Maréchal-Foch pour les jeunes.
En 2012, le parcours se déroule à l'ouest de l'axe rue Nationale-Avenue de Grammont en raison des travaux du tramway. La course part de la place Anatole-France, longe la Loire vers l'ouest puis emprunte la rue Léon-Boyer jusqu'au quartier des Prébendes. Viennent ensuite les quartiers Thiers et Febvotte avant de rattraper l'avenue de Grammont, puis la rue d'Entraigues. Le parcours emprunte la rue de Sébastopol et entre dans le Vieux-Tours avant l'arrivée au même point que le départ.

## Palmarès

### 10 et 20 km Hommes
| Année | Vainqueur des 10 km                       | Temps       | Vainqueur des 20 km | Temps           |
| ----- | ----------------------------------------- | ----------- | ------------------- | --------------- |
| 1985  | Pierre Levisse, champion de cross-country | -           | -                   |                 |
| 1986  | Luis Soarès, surnommé " Monsieur 20 km"   | -           | -                   |                 |
| 2006  | Joseph Marigu                             | 28 min 24 s | -                   | -               |
| 2010  | -                                         | -           | Geoffrey Terer      | 58 min 21 s     |
| 2011  | -                                         | -           | Alfred Cherop       | -               |
| 2012  | Paul Melly                                | 28 min 32 s | Fikadu Girma        | 1 h 00 min 00 s |
| 2013  | Paul Melly                                | 28 min 40 s | Raymond Kemboi      | 59 min 21 s     |
| 2014  | Tsegay Berhane Tekle                      | 28 min 40 s | Alfred Cherop       | 58 min 33 s     |

Records de l'épreuve :
- 10 km : Joseph Marigu (2006) : 28 min 24 s
- 20 km : Geoffrey Terer (2010) : 58 min 21 s

### 10 et 20 km Femmes
| Année | Vainqueur des 10 km | Temps           | Vainqueur des 20 km | Temps           |
| ----- | ------------------- | --------------- | ------------------- | --------------- |
| 2006  | Maria Pitkany       | 1 h 08 min 28 s | -                   | -               |
| 2011  | -                   | -               | Cynthia Jerotich    | -               |
| 2012  | Sarah Chepchirchir  | 32 min 42 s     | Cynthia Jerotich    | 1 h 06 min 47 s |
| 2013  | Sarah Chepchirchir  | 31 min 40 s     | Léa Rotich          | 1 h 07 min 59 s |
| 2014  | Alyse Zewdnesh      | 33 min 27 s     | Leonidah Mosop      | 1 h 07 min 27 s |

Records de l'épreuve :
- 10 km : Sarah Chepchirchir (2013) : 31 min 40 s
- 20 km : Cynthia Jerotich (2013) : 1 h 06 min 47 s

### Marathon
| Année | Hommes                             | Participation | Femmes                      | Participation | Handisport                          | Participation |
| ----- | ---------------------------------- | ------------- | --------------------------- | ------------- | ----------------------------------- | ------------- |
| 2014  | Chala Ejéré Niduse 2 h 18 min 10 s | 2 801         | Teka Kahsay 2 h 44 min 07 s | 522           | Georges Peiderrière 2 h 42 min 37 s | 15            |

Records de l'épreuve:
- Hommes : Chala Ejéré Niduse (2014) : 2 h 18 min 10 s
- Femmes : Teka Kahsay (2014) : 2 h 44 min 07 s